# 자크제르맹 수플로
자크제르맹 수플로(Jacques-Germain Soufflot, 1713년 7월 22일 ~ 1780년 8월 29일)는 프랑스의 초기 신고전주의 건축가이다. 1755년부터 건설한 파리의 팡테옹으로 유명하다.

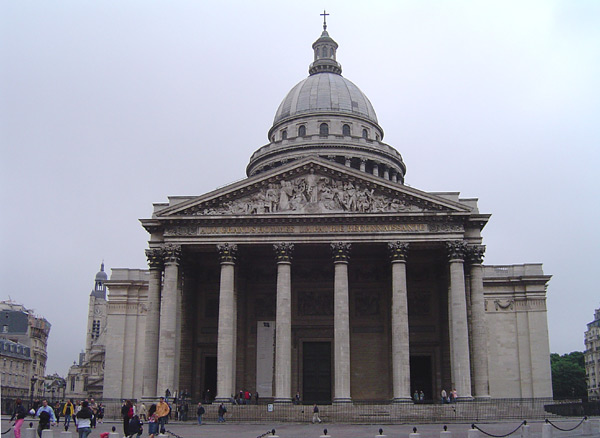
파리의 팡테옹